# Paullinia tricornis
Paullinia tricornis är en kinesträdsväxtart som beskrevs av Ludwig Radlkofer. Paullinia tricornis ingår i släktet Paullinia och familjen kinesträdsväxter. Inga underarter finns listade i Catalogue of Life.